# Jacek Chmiel
Jacek Adam Chmiel (* um 1990) ist ein polnischer Improvisationsmusiker (Zither, Synthesizer, Elektronik, Klangschalen) und Klangkünstler.

## Leben und Wirken
Chmiel studierte von 2009 bis 2012 Jazzgitarre an der Jazz-Fakultät der Staatlichen Fachhochschule in Nysa bei Wojciech Niedziela, Grzegorz Nagórski, Karol Ferfecki, Jacek Niedziela, Piotr Baron und Robert Majewski. 2013/14 setzte er seine Ausbildung am Prins Claus Conservatorium fort, um 2016 seinen Master in Jazzgitarre am Conservatorio Benedetto Marcello Venezia in Venedig zu absolvieren. Von 2017 bis 2019 war er als Leiter der Gitarrenabteilung am Kathmandu Jazz Conservatory tätig. Zwischen 2019 und 2021 studierte er Improvisation an der Musikakademie Basel bei Fred Frith und Alfred Zimmerlin.
Mit Lara Süß bildete er das Duo Meandertale, das 2021 das gleichnamige Album bei Leo Records veröffentlichte. Gemeinsam mit Thomas Rohrer legte er 2023 das Album Remembered Present vor, mit Alfred Zimmerlin, Rohrer und Natalie Peters im selben Jahr das Album Bienen. Körbe. Köpfe. Mit der Formation SYNC, die er mit Sebastian Strinning, Natalie Peters und Yara Li Mennel bildete, folgte das Album Catacryptico (2024). Mit Daniil Gorokhov entstand das Album Withering Rituals (2024).
Weiterhin arbeitete Chmiel mit Thollem McDonas, Christian Moser, Sylvain Monchoce, Romain Bertheau, Kamil Korolczuk, Malwina Kołodziejczyk, Lorena Izquierdo, Abhisek Bhadra, Daahoud Salim, Andrea Massaria, Glauco Benedetti, Lucio Tasca und Federico Pozzer. Er legte auch das klangtherapeutische Album Nada Prakasha: A Deep Sound Meditation Journey vor.